# Müllarchäologie
Die Müllarchäologie, auch Garbologie oder Garbology (von engl. ‚garbage‘ für Müll) untersucht den Müll von Gesellschaften, um mehr über ihre Lebensweise zu erfahren und soziale und kulturelle Rückschlüsse zu ziehen.

## Geschichte
Bereits die Untersuchung von Müllhaufen ur- und frühgeschichtlicher Kulturen zählt streng genommen zur Müllarchäologie, wird aber häufig zur Siedlungsarchäologie gezählt. Müllarchäologie als eigene Forschungsdisziplin gibt es seit den 1970er Jahren. Moderne Müllarchäologie beschäftigt sich hauptsächlich mit aktuellen Hinterlassenschaften von Menschen.
Die Wissenschaft wurde in den 1970er Jahren im garbage project von William L. Rathje entwickelt. Er untersuchte den Müll in Tucson, Arizona, um mehr über Konsummuster der Bewohner herauszufinden. Die einzige deutsche Müllarchäologin ist Eva Becker.

## Forschungsgegenstand
Als Hinterlassenschaft von Menschen ist Müll ein archäologisches Artefakt. Er kann Auskunft über anthropogene Geschichte und Verhaltensweisen geben. Historischer Müll sind fast ausschließlich Dinge, die man gar nicht mehr gebrauchen kann, wie zerscherbte Gefäße, und Lebensmittelreste wie Gräten, Knochen und Muschelschalen. In seinen Grabungskontext eingemessen erlaubt der Müll der Vergangenheit schon seit Jahren Rückschlüsse auf Lebensweise, Kultur und Gesellschaft vergangener Zeiten.
Moderne Müllarchäologen wollen anhand des weggeworfenen Mülls unsere heutige Kultur besser verstehen lernen. Jedes Stück Müll kann viel über Essensgewohnheiten und Müllentsorgung der Population aussagen. Interessant für Müllarchäologen ist vor allem der Müll in urbanen Gegenden. Hierbei ist besonders der Fundort wichtig. Es wird geklärt, inwieweit der Fundort typisch ist für das Artefakt. Dabei wird heute immer öfter auch Hausmüll untersucht.

## Forschungsziele
Forschungsziele sind zum einen mehr über die Verhaltensweisen des Menschen und seine sozialen und kulturellen Besonderheiten in bestimmten Gegenden herauszufinden. Zum anderen aber auch das Thema Umwelt und wie man den Menschen dazu bringen könnte verantwortungsvoller mit Rohstoffen und Abfall umzugehen. Des Weiteren lagern in Mülldeponien wertvolle Altlasten, die jetzt wieder aufbereitet und dem Rohstoffkreislauf wieder zugeführt werden sollen. Die Forschung soll klären, wie wertvolle Rohstoffe im nicht getrennten Müll der 1960er und 1970er Jahre zurückgewonnen werden können. In Zusammenarbeit mit Müllgeologen gibt es bereits erste Projekte.

## Forschungsergebnisse
Bisherige Untersuchungen zu Materialien fanden heraus, dass sich die Wegwerfkultur in den Großstädten gewandelt hat von Mehrfachbenutzung hin zu Einmalbenutzung. Die Industrie reagiert darauf und stellt für die neuen Anforderungen neue Konsumgüter her. Vielfach sind Tassen heute aus Pappe und Teller aus Kunststoff. Die Müllarchäologen versuchen nun gemeinsam mit anderen Forschungsdisziplinen herauszufinden, wie das Werteverhältnis definiert wird und warum wir wertvolle Rohstoffe, wie Erdöl wegwerfen.
Auch wurde beispielsweise in einer Langzeitstudie herausgefunden, dass die Befragten doppelt so viele Chips, Speck und Süßigkeiten konsumierten als sie in Befragungen zugaben. Während Obst und Gemüse oft unverbraucht im Müll landeten, passierte dies bei Fast Food praktisch nie. Eine größere Studie hat Menschen nach ihren Essgewohnheiten befragt und anschließend ihren Hausmüll untersucht. Die Angaben und Funde stimmten nicht miteinander überein.
Ein Abfallprojekt an der Universität von Gent in Belgien bewies, wann die Bürger von Brikett und Kohlen auf andere Heizmaterialien umgestiegen waren. Fand man in älteren Schichten die Überreste aus den Kohleöfen, so fehlten sie in den Schichten ab den 1960er-Jahren. Gleichzeitig stieg der Anteil von Plastikmüll rapide an.

## Studium
In Deutschland ist Müllarchäologie noch keine eigenständige wissenschaftliche Disziplin.